# Мельниченко Ганна Федорівна
Ганна Федорівна Мельниченко (18 березня 1926 — ?) — українська радянська діячка, новатор виробництва, бригадир бригади штукатурів Чернігівського спеціалізованого будівельно-монтажного управління № 45 будівельного тресту № 4 міста Чернігова. Депутат Верховної Ради УРСР 6 — 8-го скликань.

## Біографія
З 1950-х років — бригадир бригади штукатурів Чернігівського спеціалізованого будівельно-монтажного управління № 45 будівельного тресту № 4 міста Чернігова. Ударник комуністичної праці.
Потім — на пенсії у місті Чернігові Чернігівської області.

## Нагороди
- орден «Знак Пошани»
- ордени[уточнити]
- медаль «За трудову доблесть»
- медалі[уточнити]